# Borie

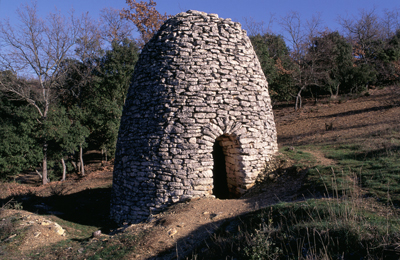
Runde Borie mit regelmäßigen Steinlagen und gewölbtem Eingang in Bonnieux, Luberon

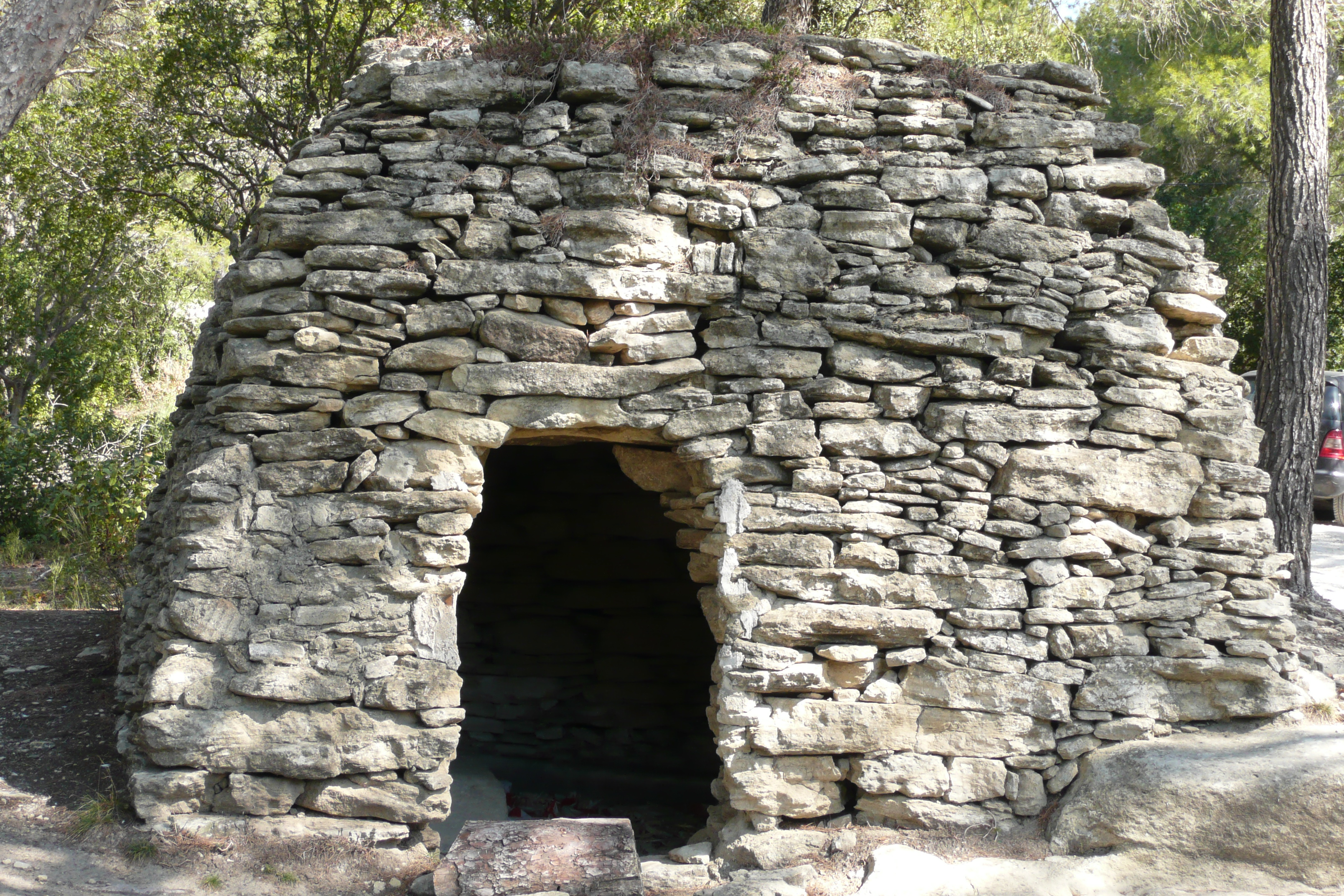
Rechteckige Borie mit unregelmäßigem Mauerwerk in Saumane-de-Vaucluse, Vaucluse

Als Borie wird eine hauptsächlich in der Provence in Südfrankreich anzutreffende Bauform aus Trockenmauerwerk im ländlichen Bereich bezeichnet; er bezeichnet Gebäude einer anonymen Bauweise vor allem des 18. und 19. Jahrhunderts, die meist außerhalb der eigentlichen Dörfer entstanden sind.

## Etymologie
Der Begriff ist eine französisierte und feminisierte Ableitung des maskulinen provenzalischen Ausdrucks bôrie (siehe auch okzitanisch, weiblich: bôria), der im 19. Jahrhundert pejorativ im Sinne von „Bruchbude“ (masure), „armselige Hütte“ (cahute, z. B. bei Frédéric Mistral in seinem Wörterbuch Tresor doû Felibrige) gebraucht wurde und später auch einen Bauernhof, eine Meierei oder ein Landgut des 17. oder 18. Jahrhunderts bezeichnete (gemäß der Ortsnamenkunde und Dokumentenarchiven).
Das Wort Borie in der Bedeutung von „Hütte aus trockenem Stein“ wurde durch provenzalische Gelehrte in der zweiten Hälfte des 19. und zu Beginn des 20. Jahrhunderts populär gemacht, um einem allzu zeitgenössischen Studienobjekt von rein völkerkundlicher Bedeutung einen archäologischen Anstrich zu verleihen.
Die Überreste zeitweiliger oder provisorischer Unterkünfte, die für ihre dörflichen Eigentümer bis dahin „Hütten“ waren, wurden mit einem Namen bedacht, der in der Provence vorher ausschließlich für einen Typus permanenter Behausungen verwendet wurde, der jedoch schon damals selten geworden war. Der Begriff wurde 1963 von Pierre Desaulle in seiner Miszelle Les Bories de Provence und 1965 in seinem Buch Les Bories de Vaucluse aufgegriffen, 1976 von Pierre Viala, dem Begründer des Freiluftmuseums Village des Bories (Dorf der Steinhütten, bei Gordes, eigentlich eine Ansammlung unterschiedlicher landwirtschaftlicher Nutzbauten) verwendet und schließlich 1990 vom Regionalen Naturpark Luberon (Parc naturel régional du Luberon) mit der Veröffentlichung des Buches Bories etabliert.
Die Bezeichnung erreichte in den 1970er Jahren das Périgord, wo sie auf die Bedeutung von Aussiedlerhof (ferme isolée) beschränkt wurde und den einheimischen Bezeichnungen cabane, chabano oder chebano Konkurrenz machte. In wieder anderen Gegenden existieren andere Bezeichnungen (z. B. capitelles oder caselles).

## Funktion
Die kleineren Rundhütten boten nur zwei bis vier Personen Platz und dienten – vor allem in Weinbauregionen – als Schutzhütten für Feldwächter oder für Dorfbewohner und Bauern, die Ländereien fernab ihrer Gemeinden bewirtschafteten. Langbauten dienten in der Regel als Stallungen bzw. als Lagerräume für Heu und Stroh.

Bories
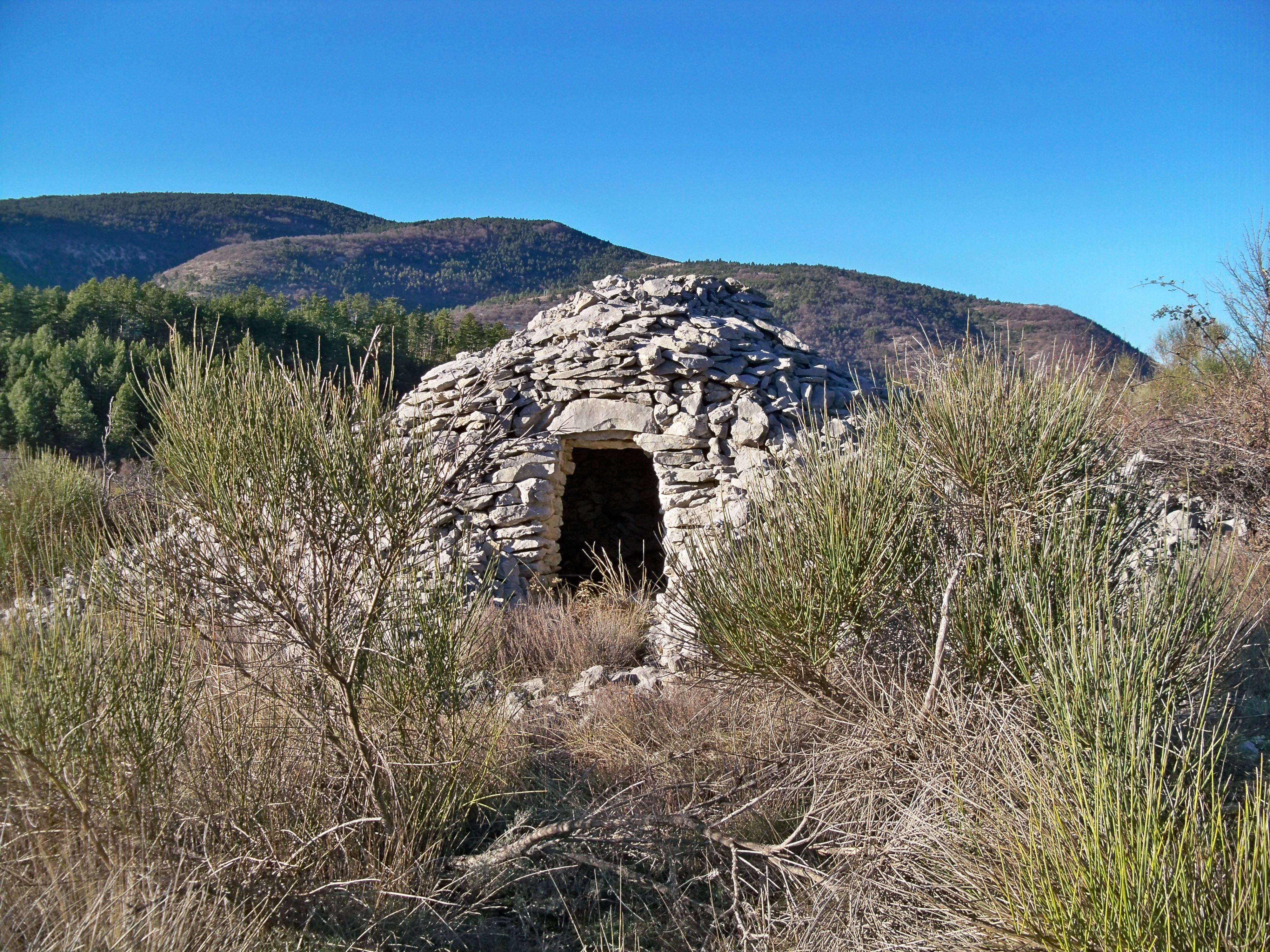
Borie bei Aurel (Vaucluse)
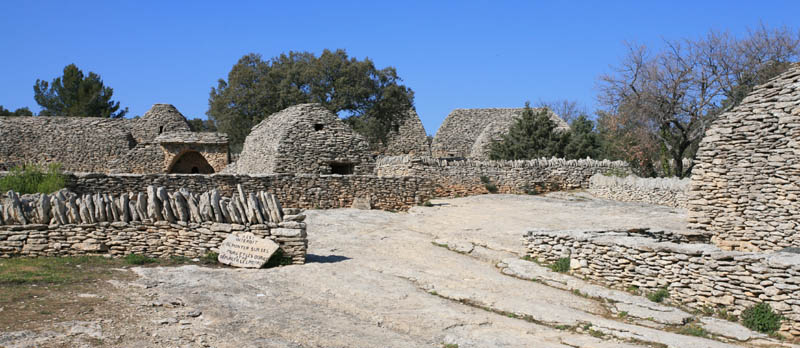
Le Village des bories
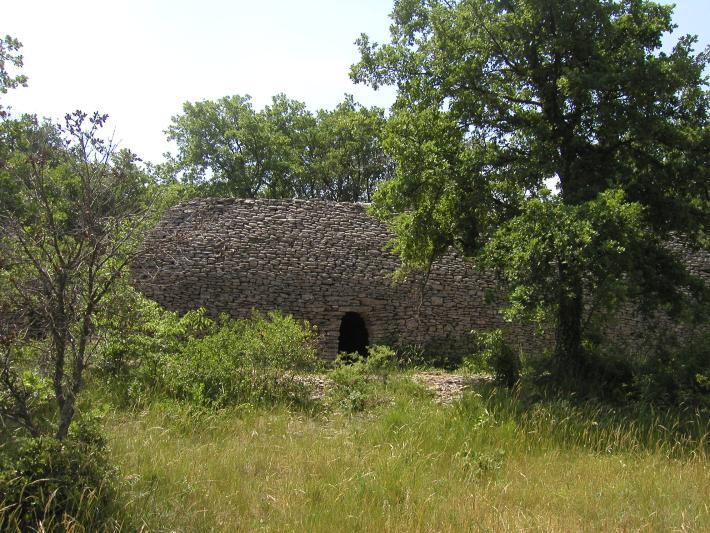
Langhütte bei Saumane
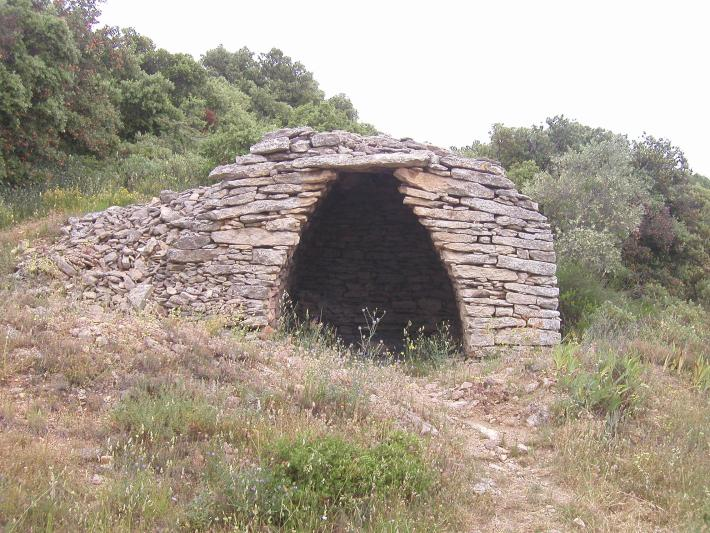
Alte Wagenscheune mit Kraggewölbe bei Gordes
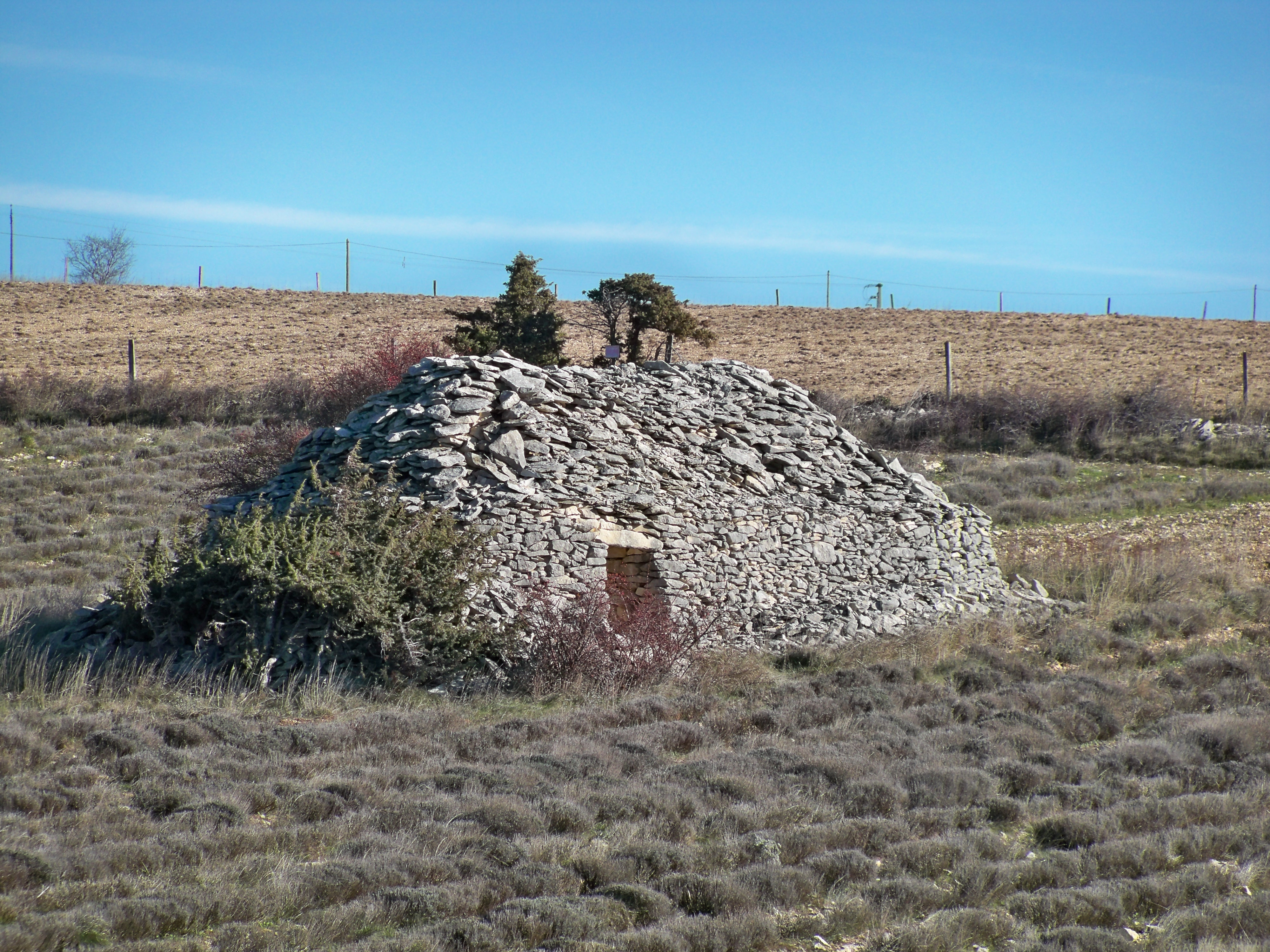
Borie von Ferrassières

## Datierung und regionale Verbreitung
Bories kommen gemeinhin nur im Südosten Frankreichs, insbesondere in den Departements Vaucluse, Alpes-de-Haute-Provence und Bouches-du-Rhône vor. Einige Gelehrte des 19. Jahrhunderts erklärten sie – ohne jemals richtige Beweise dafür zu erbringen und trotz der geringen Haltbarkeit jedes mörtellosen oberirdischen Kalksteinmauerwerks – zu Bauwerken neolithischen, ligurischen oder waldensischen Ursprungs. Populäre Literatur zur Provence und die Begleittexte zahlreicher Fotobände halten an diesen Irrtümern fest.
Die heutigen Bauten stammen zum größten Teil aus dem 18. und dem 19. Jahrhundert; sie entstanden in keinem nachgewiesenen Fall vor dem 17. Jahrhundert. Die Urbarmachung großer Flächen kurz vor und nach der Französischen Revolution lieferte die enormen Feldsteinmengen, die für die Errichtung der Steinhütten notwendig waren.
Gemeinden im Département Vaucluse, in denen noch heute Bories stehen, sind Apt, Bonnieux (über 200), Buoux, Forcalquier, Gordes, Lacoste, Ménerbes, Murs, Saignon, Saumane, Venasque (240), Viens und Villes-sur-Auzon.
Ein Gebiet außerhalb Gordes (Vaucluse), das im napoleonischen Kataster als Savournins Bas eingetragen ist und von den Bewohnern des Weingebiets in den 1970er Jahren noch umgangssprachlich Les Cabanes (‚die Hütten‘) genannt wurde, wurde unter dem Namen Village des bories (‚Dorf der Steinhütten‘) zum viel besuchten Freilichtmuseum dieses Bauwerktyps.

## Architektur
Es gibt zwei Typen von Bories: Zum einen die Form einer runden Bienenkorbhütte mit einer Türöffnung; zum anderen die Form eines rechteckigen Langbaus mit einer Tür und einer oder mehreren Fensterluken. Alle Öffnungen sind durchweg eng und niedrig; die Außenmauern sind mindestens 50 cm dick. Beide Bauformen können eine Höhe von drei bis vier Metern erreichen, wobei die höchsten Exemplare eindeutig Rundbauten sind. Die leicht angeschrägten Türöffnungen schließen nach oben meist mit einem steinernen Sturzbalken ab – Kragsteine sind an dieser Stelle ebenso selten wie Gewölbe. Beim Nachbau einer kleinen Borie im Jahre 1964 benötigte man ca. 300.000 Steine mit einem Gesamtgewicht von ungefähr 180 t. Bei einigen Bauten ist das Bemühen um gleichmäßig angeordnete Steinlagen zu erkennen; bei anderen Bauten sind unregelmäßige Mauern vorherrschend.

### Baumeister
Die Baumeister der Bories waren wahrscheinlich ländliche Autodidakten; dessen ungeachtet behaupten ältere Texte die Existenz von (wandernden) Steinmetzen, die sich auf die Kunst des Bauens mit trockenen Steinen spezialisiert hätten.

### Konstruktionstechniken

#### Wände
Die Baumeister der Bories verwendeten gerundete, aber auch flache Steine, roh oder geringfügig behauen – diese wurden nahezu bündig aufeinander gelegt; kleine verbleibende Lücken wurden manchmal mit Steinstückchen gefüllt. Der meist runde Grundriss stabilisierte das Bauwerk; ob bei den Langbauten Baumstämme während der Bauphase das aufgehende Mauerwerk stabilisierten, ist nicht bekannt.

#### Gewölbe
Die Kraggewölbe-Technik rückt jede einzelne Steinlage im Verhältnis zu der darunter liegenden ein Stück nach innen; darüber hinaus sind die meisten Decksteine, aber auch manche Wandsteine, nach außen leicht geneigt um Regenwasser besser ableiten zu können. Ob hölzerne Stützgerüste und/oder -balken bei der Konstruktion des Gewölbes Verwendung fanden, ist in der Forschung umstritten.

#### Grundriss
Die meisten Bories haben einen annähernd kreisförmigen Grundriss mit etwa 2 bis 3 m Durchmesser und sind gegenüber den Langbauten meist deutlich kleiner, dafür aber höher. Mit einem rechteckigen Grundriss erreichte man hingegen größere Raumtiefen und Nutzflächen. Die Zugänge oder Fensterdurchbrüche sind zumeist eng und niedrig.

## Sonstige Bauten
Das Luberon-Gebiet ist berühmt für seine interessanten Bories; hier wurden jedoch auch Steinmauern gefunden, die keinen offensichtlichen Zweck erfüllen. Es gibt 10 bis 20 m lange und maximal 4 m breite Mauern, die nur einige Meter auseinanderliegen.